# Ostrołęka

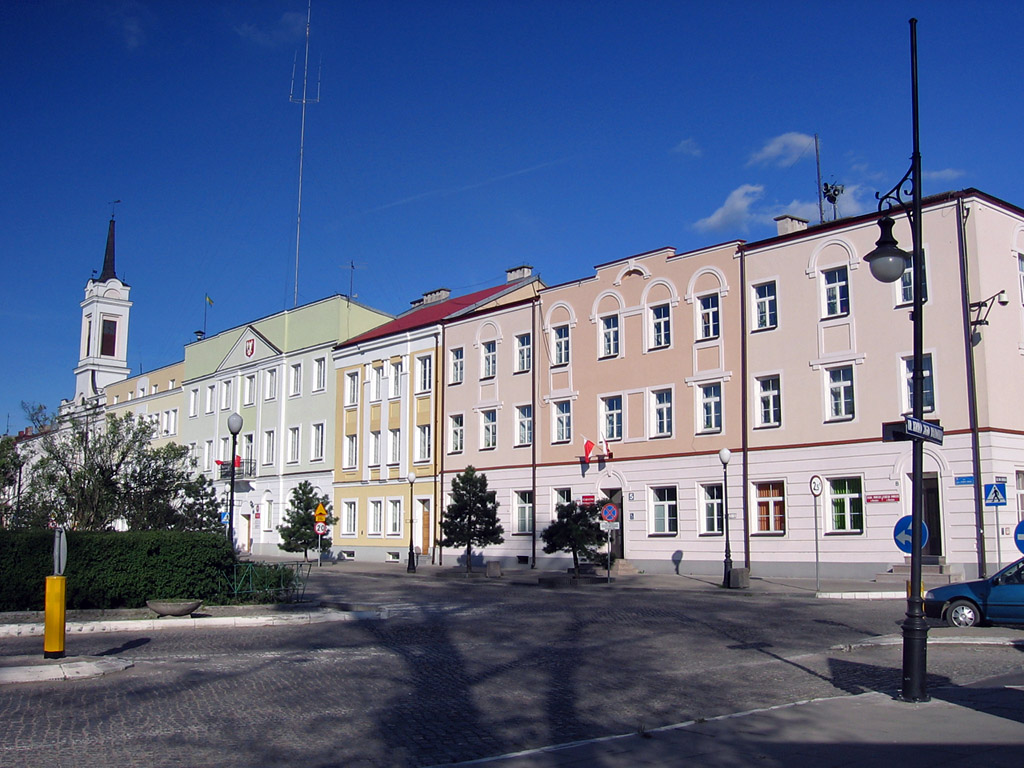
Rathaus in Ostrołęka (2007)

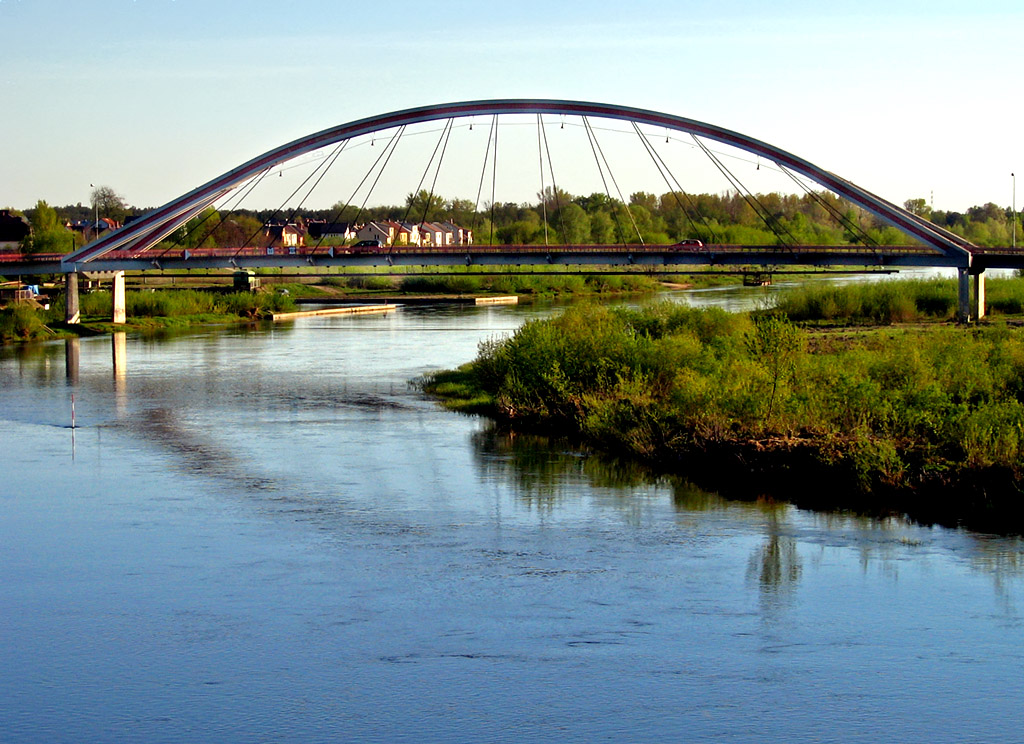
Madaliński-Brücke in Ostrołęka (2007)

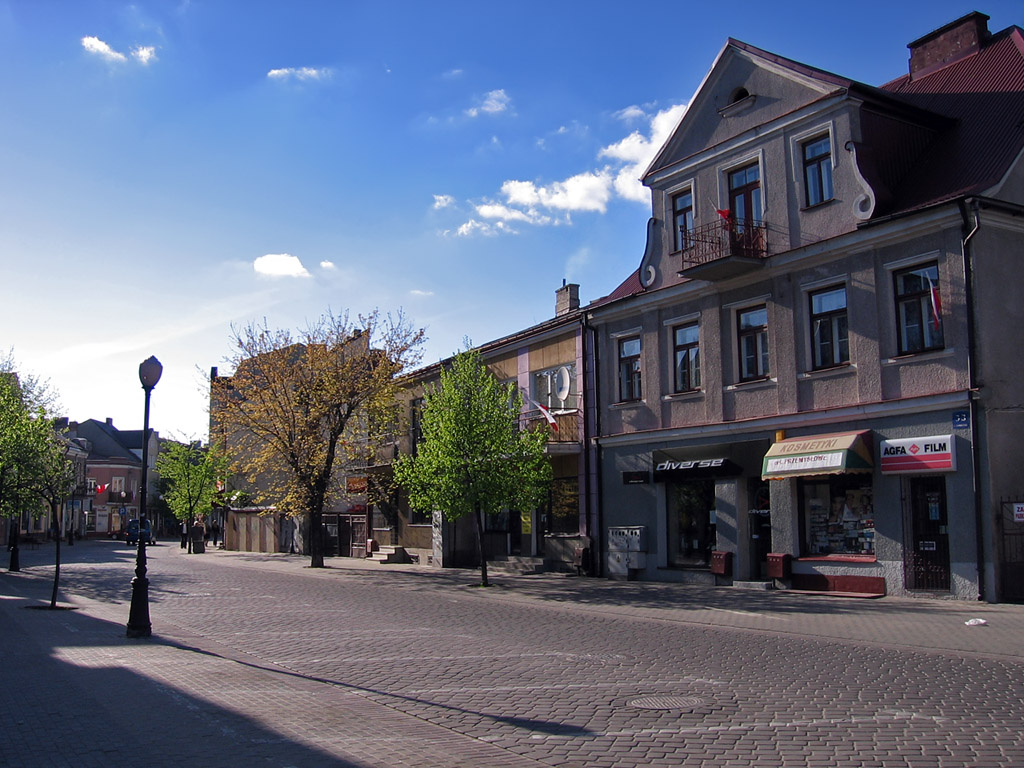
Ulica Głowackiego in Ostrołęka (2007)

Ostrołęka (deutsch Ostrolenka, 1941–1945 Scharfenwiese) ist eine kreisfreie Stadt in Polen in der Woiwodschaft Masowien.

## Geografische Lage
Ostrołęka liegt an den Flüssen Narew, Omulew und Czeczotka.

## Geschichte

### Mittelalter
Im 11./12. Jahrhundert gab es an der Stelle des heutigen Ostrołęka eine Burg und eine Marktsiedlung am linken Ufer der Narew. Es lag strategisch günstig an den Handelswegen zwischen Masowien nach Preußen. Das Kulmer Stadtrecht wurde am 12. Mai 1373 bestätigt, die erste Vergabe erfolgte wahrscheinlich bereits früher. Im 15. und 16. Jahrhundert entwickelte sich das Handwerk in der Stadt. 1526 kam die Stadt zusammen mit dem Herzogtum Masowien unter die polnische Krone.

### Frühe Neuzeit
Die Bedeutung als Wirtschaftszentrum stieg weiter an, die Stadt wurde vor allem ein wichtiger Lieferant für Tuche und Holzprodukte nach Danzig. Die Waren wurden vorwiegend auf dem Flussweg dorthin transportiert.
Das Wachstum der Stadt wurde gebremst, als 1563 die Pest ausbrach und kurz darauf  ein Feuer große Teile der Stadt vernichtete. von 1655 bis 1660 wurde die Stadt durch die Schweden geplündert und zerstört. Unweit der Stadt führten die Kurpien eine Schlacht gegen die Schweden.
1777 lebten 1674 Menschen in der Stadt, welche damit nach Warschau und Pułtusk die drittgrößte Stadt in Masowien war. Am 12. März 1794 widersetzte sich die in Ostrołęka stationierte Brigade des Generals Antoni Madaliński ihrer Auflösung. Sie gab damit das Signal zum Beginn des Kościuszko-Aufstandes. Im Zuge der Dritten Teilung Polens fiel die Stadt an Preußen.

### 19. Jahrhundert
Im Vierten Koalitionskrieg besiegten am 16. Februar 1807 in der Schlacht bei Ostrołęka von General Anne-Jean-Marie-René Savary geführte französische Truppen die von Magnus Gustav von Essen geführten russischen Truppen. Dieser Schlacht verdankt Ostrołęka einen Eintrag auf dem Triumphbogen in Paris. Ein zweites Gefecht gab es am 11. Juni 1807 als Franzosen unter Massena auf Russen unter Wittgenstein stießen.
1807 kam die Stadt zum Herzogtum Warschau und 1815 zu Kongresspolen. Während des Novemberaufstandes 1831 kam es am 26. Mai zu einer Schlacht zwischen polnischen und russischen Truppen, in deren Folge Teile der Stadt zerstört werden.
1893 wurde die Stadt an das Schienennetz angeschlossen. Sie erhielt damit direkte Verbindung nach Warschau und Sankt Petersburg. 1897 wurde das Schienennetz nach Tłuszcz erweitert. In der Stadt lebten neben den etwa 8000 Einwohnern noch etwa 5000 russische Soldaten.

### 20. Jahrhundert
Während des Ersten Weltkrieges und dem sich 1920 anschließenden Polnisch-Sowjetischen Krieg gehörte die Stadt zu den am stärksten von Zerstörung betroffenen Städten. Im Polnisch-Sowjetischen Krieg wurde die Stadt am 7. August 1920 von sowjetischen Truppen eingenommen. Diese mussten die Stadt aber bereits am 23. August verlassen.
Die Stadt gehörte seit Ende des Ersten Weltkrieges wieder zu Polen und dort zur Woiwodschaft Białystok. Anfang 1939 wurde sie Teil der Woiwodschaft Warschau.
Während des Zweiten Weltkrieges wurde die Stadt vom Dritten Reich besetzt und es wurden Arbeitslager errichtet. Ostrolenka wurde Sitz des deutschen Landkreises Scharfenwiese und der Ortsname 1941 in Scharfenwiese geändert. Nach der Befreiung der Stadt durch die Rote Armee wurde die Stadt Sitz eines Powiats.
Bei einer Verwaltungsreform 1975 wurde die Stadt Sitz der Woiwodschaft Ostrołęka, bei einer erneuten Verwaltungsreform 1999 verlor die Stadt den Status und wurde Teil der Woiwodschaft Masowien.

### Einwohnerentwicklung
| Jahr            | Einwohner | Jahr | Einwohner | Jahr | Einwohner | Jahr | Einwohner |
| --------------- | --------- | ---- | --------- | ---- | --------- | ---- | --------- |
| 16. Jahrhundert | 2.000     | 1777 | 1.674     | 1808 | 2.036     | 1829 | 2.883     |
| 1897            | 7.965     | 1913 | 13.500    | 1915 | 5.000     | 1937 | 13.650    |
| 2000            | 55.818    | 2005 | 54.129    | 2014 | 52.792    |      |           |

## Wirtschaft und Infrastruktur
Am nördlichen Stadtrand befinden sich zwei große Industriebetriebe, eine 1959 begründete Papierfabrik, die heute zum Konzern Stora Enso gehört, und ein großes Kohlekraftwerk. Block A des Kraftwerks wurde 1956, Block B 1972 und Block C 2015 eröffnet.
Der Bahnhof Ostrołęka in ein wichtiger Knotenpunkt folgender Bahnstrecken:
- Richtung Osten nach Łapy und Białystok an der Petersburg-Warschauer Eisenbahn, mit einer Zweigstrecke nach Łomża
- Richtung Süden nach Tłuszcz und Warschau
- Richtung Südosten nach Małkinia Górna
- Richtung Nordwesten nach Willenberg und Ortelsburg

Ostrołęka ist Ausgangspunkt der Nationalstraße 53, durch die Stadt verläuft außerdem die Nationalstraße 61 sowie die Provinzstraßen 544 und 627.
Der ÖPNV der Stadt ist seit dem 28. Oktober 2017 kostenlos nutzbar.

## Politik

### Stadtpräsident
An der Spitze der Stadtverwaltung steht der Stadtpräsident. Seit 2006 war dies Janusz Kotowski (PiS), der 2018 Łukasz Kulik unterlag. Dieser wurde seinerseits 2024 durch Paweł Niewiadomski abgelöst. Die turnusmäßige Wahl im April 2024 führte zu folgenden Ergebnis:
- Łukasz Kulik (Wahlkomitee „Ostrołęka für alle“) 30,2 % der Stimmen
- Paweł Niewiadomski (Wahlkomitee „Unser Ostrołęka 2024“) 29,3 % der Stimmen
- Ewa Żebrowska-Rosak (Wahlkomitee „Koalition für Ostrołęka“) 21,2 % der Stimmen
- Mariusz Mierzejewski (Wahlkomitee der Parteilosen für die Stadt Ostrołęka) 8,4 % der Stimmen
- Adam Kurpiewski (Koalicja Obywatelska) 5,9 % der Stimmen
- Anna Truszkowska-Aptacy (Wahlkomitee „Ostrołęka seit Generationen“) 5,0 % der Stimmen

In der damit notwendigen Stichwahl setzte sich Niewiadomski mit 61,7 % der Stimmen gegen Amtsinhaber Kulik durch und wurde neuer Stadtpräsident.
Die turnusmäßige Wahl im Oktober 2018 führte zu folgenden Ergebnis:
- Łukasz Kulik (Wahlkomitee „Ostrołęka für alle“) 38,1 % der Stimmen
- Janusz Kotowski (Prawo i Sprawiedliwość) 33,4 % der Stimmen
- Jakub Frydryk (Wahlkomitee der Parteilosen für die Stadt Ostrołęka) 18,7 % der Stimmen
- Mariusz Popielarz (Koalicja Obywatelska) 8,8 % der Stimmen

In der damit notwendigen Stichwahl setzte sich Kulik mit 64,5 % der Stimmen gegen Amtsinhaber Kotowski durch.

### Stadtrat
Der Stadtrat umfasst 23 Mitglieder, die direkt gewählt werden. Die Wahl im Oktober 2018 führte zu folgendem Ergebnis:
- Prawo i Sprawiedliwość (PiS) 23,8 % der Stimmen, 6 Sitze
- Wahlkomitee „Unser Ostrołęka 2024“ 22,6 % der Stimmen, 7 Sitze
- Wahlkomitee „Ostrołęka für alle“ 17,0 % der Stimmen, 4 Sitze
- Koalicja Obywatelska (KO) 14,9 % der Stimmen, 3 Sitze
- Wahlkomitee „Koalition für Ostrołęka“ 9,0 % der Stimmen, 1 Sitz
- Wahlkomitee der Parteilosen für die Stadt Ostrołęka 8,3 % der Stimmen, kein Sitz
- Wahlkomitee „Ostrołęka seit Generationen“ 4,4 % der Stimmen, kein Sitz

Die Wahl im Oktober 2018 führte zu folgendem Ergebnis:
- Prawo i Sprawiedliwość (PiS) 32,6 % der Stimmen, 8 Sitze
- Wahlkomitee „Unser Ostrołęka“ 16,9 % der Stimmen, 5 Sitze
- Wahlkomitee „Ostrołęka für alle“ 15,9 % der Stimmen, 4 Sitze
- Koalicja Obywatelska (KO) 13,5 % der Stimmen, 3 Sitze
- Wahlkomitee der Parteilosen für die Stadt Ostrołęka 10,0 % der Stimmen, 3 Sitze
- Wahlkomitee „Vereinigung der Freunde von Ostrołęka“ 8,4 % der Stimmen, kein Sitz
- Polskie Stronnictwo Ludowe (PSL) 2,7 % der Stimmen, kein Sitz

### Städtepartnerschaften
- Meppen (Deutschland), seit 1994
- Cafelândia (Brasilien), seit 1999
- Balassagyarmat (Ungarn), seit 2000
- Alytus (Litauen), seit 2001
- Masty (Belarus), seit 2002

## Bauwerke
- Pfarrkirche (14. Jahrhundert)
- Bernhardiner-Kloster (17. Jahrhundert)
- Rathaus (19. Jahrhundert)
- Postgebäude (19. Jahrhundert)

## Persönlichkeiten

### Söhne und Töchter der Stadt
- Wiktor Gomulicki (1848–1919), Schriftsteller
- Michail Subbotin (1893–1966), sowjetischer Astronom
- Alexander von Wrangell (1896–1987), deutscher Landwirt und Politiker

### Ehrenbürger
- Ryszard Kaczorowski (1919–2010), letzter Staatspräsident Polens im Exil, Ernennung zum Ehrenbürger 2000